# Akcja Kośba
Akcja Kośba (akcja zastrzeżona Kośba) – kryptonim operacji prowadzonych wiosną i latem 1944 na terenie okupowanej Polski przez oddziały Armii Krajowej. Akcja wymierzona była w niemieckich funkcjonariuszy oraz ich polskich kolaborantów, miała za zadanie eliminację oraz zastraszenie najbardziej niebezpiecznych dla podziemia nazistów oraz ich pomocników    .

## Historia
Nazwa akcji wzięła się z gwarowego określenia kośba oznaczającej „wykaszanie kosą traw lub zboża” co mogło być nawiązaniem do symbolicznej postaci uosobionej śmierci wyposażonej w kosę – „ponurego żniwiarza”. Akcja zapoczątkowana została 27 kwietnia 1944 roku przez rozkaz 735/Kdw Komendy Głównej Armii Krajowej w odpowiedzi na nasilenie działalności niemieckiej policji bezpieczeństwa. Rozkaz nakazywał komendantom poszczególnych Okręgów AK wytypowanie we własnym zakresie najbardziej niebezpiecznych agentów i konfidentów oraz ich eliminację. Na podstawie pracy wywiadowczej wytypowano cele i przygotowano ich listy. Akcję zaplanowano na 10–13 maja 1944 roku, jednak w związku z niewystarczającymi wynikami przedłużono ją włączając do walki bieżącej. Wyroki osób umieszczonych na listach akcji Kośba przeprowadzano do końca 1944 roku, np. w czasie powstania warszawskiego wykonano 35 wyroków skazanych w ramach tej akcji .

## Przebieg
Komenda Główna przeznaczyła akcję do realizacji dowództwu Kierownictwa Dywersji, które w samym tylko okręgu warszawskim wyznaczyło do akcji 76 patroli likwidacyjnych. Nominalnym celem akcji było zadanie jak największych strat Niemcom, zdemoralizowanie i sterroryzowanie ich oraz neutralizacja i likwidacja konfidentów  jednak w niektórych okręgach AK akcja przerodziła się w zmasowane ataki na lokalne siły niemieckie. Sytuacja taka miała miejsce szczególnie na prowincji, gdzie atakowano w jej ramach również patrole niemieckie dokonujące np. rekwizycji kontyngentów . Nie wszystkie wyroki wykonywane na Niemcach oraz kolaborantach niemieckich miały charakter egzekucji. W lżejszych przypadkach kolaboracji wymierzane kary przybierały proporcjonalnie lżejszy wymiar i miały one charakter infamii oraz stygmatyzacji. Powszechnie stosowano chłostę, a Polki utrzymujące stosunki seksualne z wojskami okupacyjnymi strzyżono na łyso i piętnowano na czołach literami N. f. D. czyli „Nur für Deutsche” (pol. Tylko dla Niemców) . Akcja przybrała dużą skalę. Na podstawie list opracowanych przez akowski wywiad przeprowadzano zamachy na terenie całej okupowanej Polski głównie Generalnego Gubernatorstwa.
Przykładowe zamachy:
- Okręg warszawski – Warszawa 25 maja 1944 roku likwidacja Zygmunta Ipohorskiego-Lenkiewicza (poz. 360 na liście osób do eliminacji) oraz 8 czerwca Hansa Henninga (poz. 373)[7].
- Rzeszów – 25 maja 1944 roku regionalny oddział AK przeprowadził udany zamach na dwóch gestapowców: SS-Oberscharffuhrera Friedricha Pottebauma oraz Johana Flaschke. Pottebaum był szefem referatu politycznego rzeszowskiego Gestapo, a Flaschke, jego tłumaczem, kolaborantem pochodzącym ze Śląska[9] .
- Okręg łowicki – w kwietniu i maju 1944 roku w Okręgu Łowicz zastrzelono 8 konfidentów Sicherheitspolizei niemieckiej policji bezpieczeństwa.
- Obwód Mińsk Mazowiecki AK – zlikwidowano volksdeutscha Adama Gleitza, a także komendanta policji granatowej na Mińsk Mazowiecki w stopniu porucznika oraz 10 Polaków współpracujących z Niemcami.
- Obwód Ostrów Mazowiecka – w obwodzie zlikwidowano za współpracę z Niemcami 20 Polaków.
- Obwód Siedlce – w obwodzie zastrzelono dwóch volksdeutschów – 24 maja 1944 roku – naczelnika poczty Romana Wieckiego oraz Józefa Kubika, a także 13 Polaków współpracujących z różnymi rodzajami niemieckich służb: Józefa Szumskiego – urzędnika Kripo w Siedlcach, Sylwestra Michalskiego – pracownika Arbeitsamtu, Feliksa Mateję – pracownika starostwa i innych.
- Obwód Sokołów Podlaski – zlikwidowano 10 zdrajców i kolaborantów.
- Obwód Węgrów – w obwodzie zlikwidowano Ukraińca Stefana Andrzeja Ruckija oraz 11 konfidentów oraz zdrajców.
- Obwód Miechów – w czasie akcji przeprowadzonej w obwodzie w dniach od 25 do 30 maja 1944 roku zabito kilkudziesięciu Niemców oraz kolaborantów oraz ostrzyżono i napiętnowano kobiety utrzymujące stosunki z wojskami okupacyjnymi[8] .